# Torre Monumental
La Torre Monumental (fino al 1982 Torre de los Ingleses) è un monumento di Buenos Aires, capitale dell'Argentina. Situata nel barrio di Retiro, sorge al centro della plaza Fuerza Aérea Argentina, presso la stazione di Retiro.
Fu costruita su iniziativa della comunità britannica residente in Argentina in occasione del centenario della Rivoluzione di Maggio.

## Storia
Il progetto selezionato fu quello dell'architetto britannico Sir Ambrose Macdonald Poynter, mentre i materiali della costruzione furono importati principalmente dal Regno Unito. L'artista scelse per il monumento uno stile rinascimentale con un'impronta palladiana, la tendenza più in voga nell'Inghilterra di tardo XVI secolo, l'epoca della fondazione di Buenos Aires. A causa della morte di Edoardo VII il 6 maggio 1910, la cerimonia per la posa della prima pietra fu posticipata al 26 novembre dello stesso anno. A causa dei ritardi dovuti allo scoppio della prima guerra mondiale, la torre fu inaugurata solamente il 24 maggio 1916 alla presenza del presidente dell'Argentina Victorino de la Plaza e dell'ambasciatore britannico.
Con lo scoppio della guerra delle Falkland nel 1982, la torre fu oggetto di numerosi atti vandalici e terroristici per mano delle frange più estremiste della popolazione che vedeva nel monumento un simbolo dell'influenza britannica in Argentina. Durante la guerra il nome dell'edificio fu ufficialmente mutato in Torre Monumental.
Nel 2016 il Museo della Città ha posto una serie di targhe attorno alla Torre Monumental per commemorarne il centenario della costruzione.

## Descrizione
Alta 60 metri e realizzata in mattoni e pietra scolpita, la Torre Monumental per via della sua posizione nelle vicinanze della stazione di Retiro e dell'Hotel de Inmigrantes, ha sempre rivestito il ruolo di porta d'ingresso alla città. Alla base, sopra la porta d'ingresso, sono scolpiti gli stemmi dell'Argentina e del Regno Unito. Sono presenti anche i simboli nazionali della Scozia, del Galles e dell'Irlanda.